# 亚洲椋鸟属
亚洲椋鸟属是雀形目椋鸟科下的一個屬。本屬物種原分佈於亞洲地區，目前下屬5個物種。

## 命名歷史
本屬物種為法國博物學家勒内-普里梅韦勒·莱松於1837年描述。其模式種被莱松指定為灰背椋鳥。其屬名來自拉丁語，即指椋鳥。

## 下屬物種
本屬包含以下物種：
- 灰背椋鸟 Sturnia sinensis (Gmelin, JF, 1788)
- 灰头椋鸟 Sturnia malabarica (Gmelin, JF, 1789)
- 白頭椋鳥 Sturnia erythropygia Blyth, 1846
- 馬拉巴椋鳥 Sturnia blythii (Jerdon, 1845)
- 黑冠椋鸟 Sturnia pagodarum (Gmelin, JF, 1789)

## 外部連結
- 维基共享资源上的相關多媒體資源：亚洲椋鸟属
- 維基物種上的相關：亚洲椋鸟属